# Daramulunia tenella
Espèce
Synonymes
- Uloborus tenellus L. Koch, 1872
- Uloborus bistriatus L. Koch, 1872

Daramulunia tenella est une espèce d'araignées aranéomorphes de la famille des Uloboridae.

## Distribution
Cette espèce se rencontre aux Samoa, aux Fidji et au Vanuatu.

## Publication originale
- L. Koch, 1872 : Die Arachniden Australiens. Nürnberg, vol. 1, p. 105-368 (texte intégral).